# Baache Jang
Baache Jang − mała miejscowość (lieu-dit) w południowym Luksemburgu, w kantonie Esch-sur-Alzette, w gminie Differdange. Do 3 października 2015 gmina leżała w dystrykcie Luksemburg.